# Wojciech Mazurkiewicz (dziennikarz)

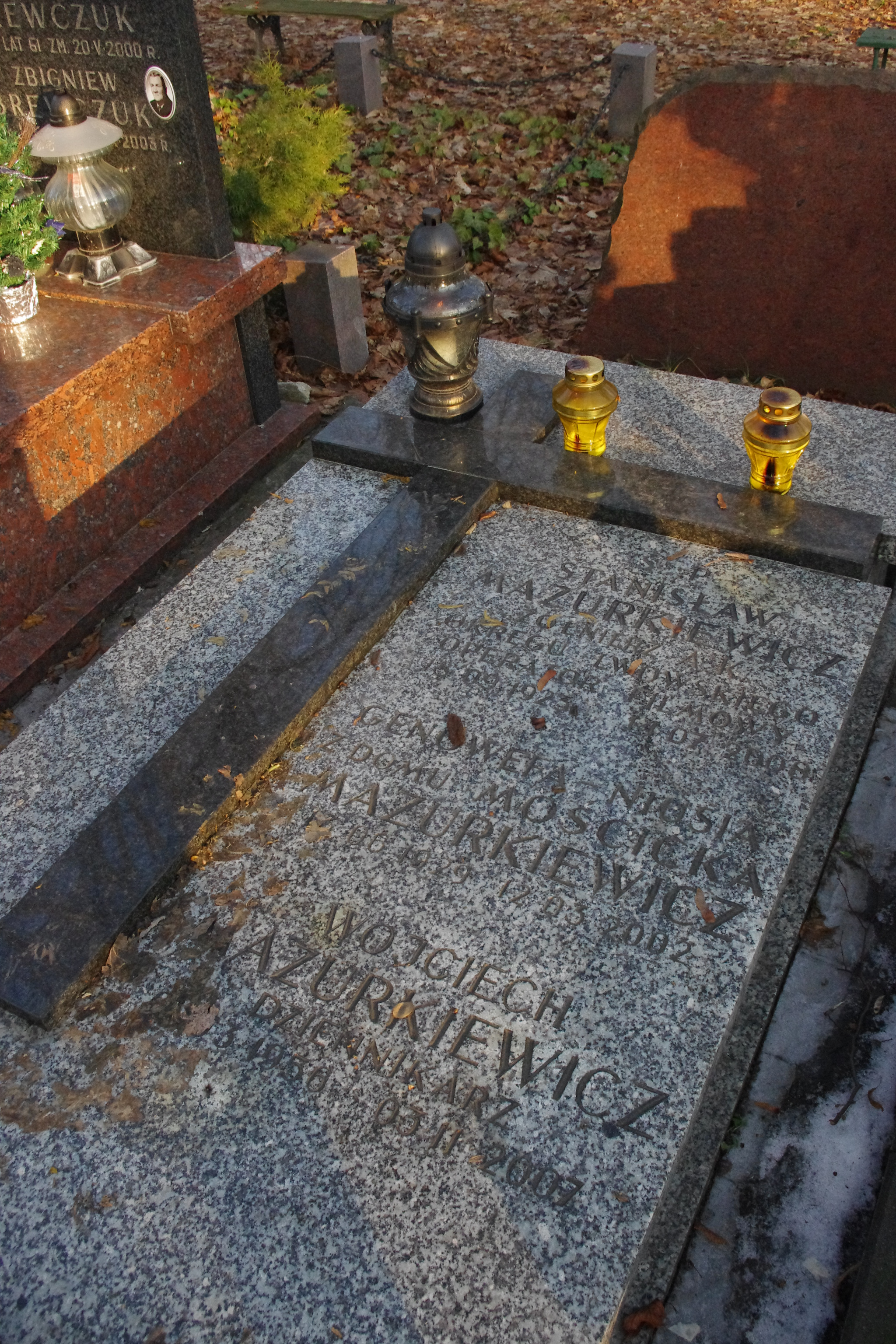
Grób dziennikarza Wojciecha Mazurkiewicza oraz żołnierza AK i operatora filmowego Stanisława Mazurkiewicza na Cmentarzu Prawosławnym w Warszawie

Wojciech Mazurkiewicz (ur. 1 marca 1956, zm. 3 listopada 2007) – polski dziennikarz, poeta, autor słuchowisk i skeczów radiowych, programów telewizyjnych i estradowych, wieloletni pracownik TVP2 i współpracownik Polskiego Radia, współtwórca Teleexpresu i jego pierwszy prezenter (1986).

## Życiorys
Absolwent XI LO im. Mikołaja Reja w Warszawie (1974). Ukończył studia na Wydziale Polonistyki UW w 1978 roku; promotorem pracy magisterskiej był dr Wojciech Wierzewski. W 1982 ukończył Podyplomowe Studium Dziennikarskie UW; promotorem jego pracy był Krzysztof Kąkolewski.
Jeszcze na studiach zadebiutował słuchowiskiem „Max”, zrealizowanym w Programie III Polskiego radia w cyklu „Teatrzyk Zielone Oko”. Przez kilka miesięcy 1981 r., pracował jako rzecznik prasowy i redaktor naczelny Koła Autorów Form Literackich przy Regionie Mazowsze NSZZ „Solidarność” – do 13 grudnia 1981 r.
Karierę dziennikarską rozpoczął w „Kurierze Polskim”, kierował działem miejskim i krajowym tej gazety. W 1982 roku stworzył postać Paskudy z Zalewu Zegrzyńskiego, którą wymyślił dla „Kuriera Polskiego”, a propagował z zespołem redakcji „Lata z Radiem” w sezonie letnim 1982 – w czasie stanu wojennego. W „Kurierze Polskim” pracował do 1986 r., z kilkumiesięczną przerwą w stanie wojennym, kiedy został zawieszony.
Współpracował z „Radiokurierem”, radiową „Trójką”, Telewizyjnym Kurierem Warszawskim, satyrycznym programem TV „Express Dimanche” (69 odcinków). Był redaktorem naczelnym wydawanego przez Józefa Węgrzyna miesięcznika „Telewizja”, autorem felietonów m.in. w „Szpilkach” i w „Filipince” (duet Kasz-Mazur, wraz z red. Markiem Kaszem). Autor książki „Z(i)lustrowany poczet królów polskich” z ilustracjami Zbigniewa Jujki (nominacja do Nagrody Eryka Stowarzyszenia Polskich Artystów Karykatury).
Należał do grona twórców telewizyjnego programu informacyjnego Teleexpress. 26 czerwca 1986 r., poprowadził jego pierwsze wydanie, przez trzy lata był zastępcą kierownika redakcji. Był współscenarzystą programu Bezludna wyspa prowadzonego przez Ninę Terentiew.
Przez wiele lat współpracował z Jackiem Janczarskim, Maciejem Zembatym i Jadwigą Koftą i z ich Magazynem „Zgryz” („Trójka”) i jego telewizyjną wersją „Czyste szaleństwo” („Polsat”), z wrocławskim Studiem 202 był związany do końca. Z „Trójką” zaprzyjaźniony za pośrednictwem audycji „Zapraszamy do Trójki” i „Zagadkowa niedziela”. To w „Trójce” miały premierę „Opowieści radiowe”, które przeewoluuowały w telewizyjne Dwójkowe „Wieczorne opowieści” w 1995 r. (współautor Kuba Strzyczkowski, reż. Barbara Borys-Damięcka, w znakomitej obsadzie: Wojciech Malajkat, Wiktor Zborowski, Bogdan Łazuka, Henryk Bista, Cezary Morawski, Piotr Polk, Stanisława Celińska, Agnieszka Kotulanka i inni.)
Prywatnie był synem operatora filmowego Stanisława Mazurkiewicza (1922-2008) oraz mężem dziennikarki Anny Mazurkiewicz.